# Theo Herrmann (Psychologe)

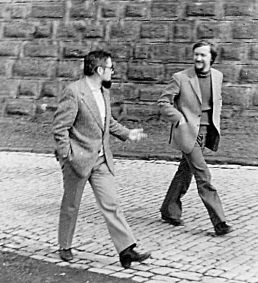
Theo Herrmann (links) im Gespräch mit Werner Deutsch (1973)

Theo Herrmann (* 24. Mai 1929 in Bochum; † 21. Juli 2013 in Ladenburg) war ein Professor für Allgemeine Psychologie, der zuletzt an der Universität Mannheim tätig war.

## Biografie
Theo Herrmann stammte aus einem bildungsintensiven, anthroposophisch orientierten Elternhaus.
Er studierte von 1950 bis 1954 an der Universität Mainz Psychologie. Nach der Promotion mit der unveröffentlichten Dissertation „Das Bekanntheitserleben und seine Bedeutung für eine Strukturtheorie des Gedächtnisses“ (1956) und nach einer Praxiszeit als Betriebspsychologe in einer Textilfabrik in Norddeutschland habilitierte er sich in Mainz (1963) mit seiner Arbeit zu „Psychologie der kognitiven Ordnung“ und erhielt eine Assistentenstelle bei seinem akademischen Lehrer Albert Wellek. Bereits 1956 gewann er mit seiner Schrift „Problem und Begriff der Ganzheit in der Psychologie“ einen Preis der Österreichischen Akademie der Wissenschaften.
Nach der Berufung zum Ordinarius an die Technische Universität Braunschweig (1964) widmete er sich vor allem der psychologischen Erforschung der elterlichen Erziehung. 1968 wechselte er als Nachfolger von Heinrich Düker an die Universität Marburg. Durch die hochschulgesetzlichen Folgen der Studentenunruhen verlor er seine disponierbare Grundausstattung und damit die Voraussetzung laborexperimenteller Forschung. Deshalb entschloss er sich 1977, einen Ruf an die Universität Mannheim anzunehmen. Hier verblieb er bis zu seiner Emeritierung im Jahr 1997.

## Werk
Seine Braunschweiger Zeit ist durch persönlichkeitspsychologische Forschung gekennzeichnet. Hier entstand sein Lehrwerk „Lehrbuch der empirischen Persönlichkeitsforschung“.
In seiner Marburger Zeit beschäftigte er sich neben methodologischen und wissenschaftstheoretischen Fragestellungen vorwiegend mit dem Thema der elterlichen Erziehung und entwickelte das Zweikomponenten-Modell elterlicher Bekräftigung (auch „Marburger Zweikomponenten-Modell“ genannt). Die Dimensionen des Zweikomponenten-Modells waren elterliche Unterstützung und Strenge. Mögliche Anregung für diese Thematik war seine während seiner Studentenzeit ausgeübte Tätigkeit als Fürstenerzieher.
Seit den 1970er Jahren konzentrierten sich seine Forschungsarbeiten auf die Erzeugung sprachlicher Äußerungen und deren Zusammenhang mit dem Denken, der Raumkognition und anderen kognitiven Vorgängen. Herrmann hat sich darüber hinaus intensiv mit der Wissenschaftstheorie der Humanwissenschaften befasst. Nach seiner Emeritierung beschäftigte er sich mit der Rekonstruktion von Biographien von Psychologen (z. B. Otto Selz). Insgesamt liegen von ihm etwa 200 wissenschaftliche Veröffentlichungen vor, weitere 100 Arbeiten existieren als sog. „Graue Literatur“, vorwiegend detaillierte laborexperimentelle Arbeizten und auch Preprints, die in der Vor-Internet-Zeit dem schnellen Austausch innerhalb der Community dienten.
Der Nachlass von Theo Herrmann ist im Psychologiegeschichtlichen Forschungsarchiv (PGFA) der Fernuniversität in Hagen.

## Ehrungen
- 1956 erhielt er einen Preis der Österreichischen Akademie der Wissenschaften.
- Theo Herrmann war von 1970 bis 1972 Präsident und nachfolgend stellvertretender Vorsitzender der Deutschen Gesellschaft für Psychologie (DGPs). Seit 1998 war er deren Ehrenmitglied. Hier wirkte er auch als Mitglied der Ethikkommission.
- 1990 wurde er Mitglied der Academia Europaea.
- Mitglied der Wilhelm-Wundt-Gesellschaft und 1988–1992 auch deren Vorsitzender.
- 1994 erhielt er einen Lehrpreis des Landes Baden-Württemberg.

## Schriften
- Problem und Begriff der Ganzheit in der Psychologie (Wien: R. M. Rohrer, Österreichische Akademie der Wissenschaften. Philosophisch-historische Klasse. Sitzungsberichte. 231. Bd. 3., 1957)
- Lehrbuch der empirischen Persönlichkeitsforschung (Göttingen: Hogrefe, 1969, Sechste Auflage 1991)
- Psychologie des elterlichen Erziehungsstils. Komponenten der Bekräftigung in der Erziehung (mit K. Stapf und K. H. Stäcker. Bern/Stuttgart: Huber/Klett, 1972, Zweite Auflage, 1976)
- Über einige Einwände gegen die nomothetische Psychologie (Kritik der kritischen Psychologie, Hrsg. H. Keuth, Hoffmann und Campe, Hamburg, 1973)
- Psychologie als Problem (Stuttgart: Klett-Cotta, 1979)
- Sprechen und Sprachverstehen. In: Hans Spada (Hrsg.): Lehrbuch Allgemeine Psychologie. Huber, Bern 1990, S. 281–322.
- Allgemeine Sprachpsychologie (München: Urban und Schwarzenberg, 1985, Zweite Auflage, Weinheim: Psychologische Verlags Union, 1995)
- Sprechen: Psychologie der Sprachproduktion (mit J. Grabowski. Heidelberg: Spektrum Akademischer Verlag, 1994)
- Sprache verwenden (Stuttgart: Kohlhammer, 2005)
- (Hrsg.) Dichotomie und Duplizität: Grundfragen psychologischer Erkenntnis. Ernst August Dölle zum Gedächtnis. Bern: Huber, 1974, ISBN 978-3-456-80013-4